# Pseudogentiliz

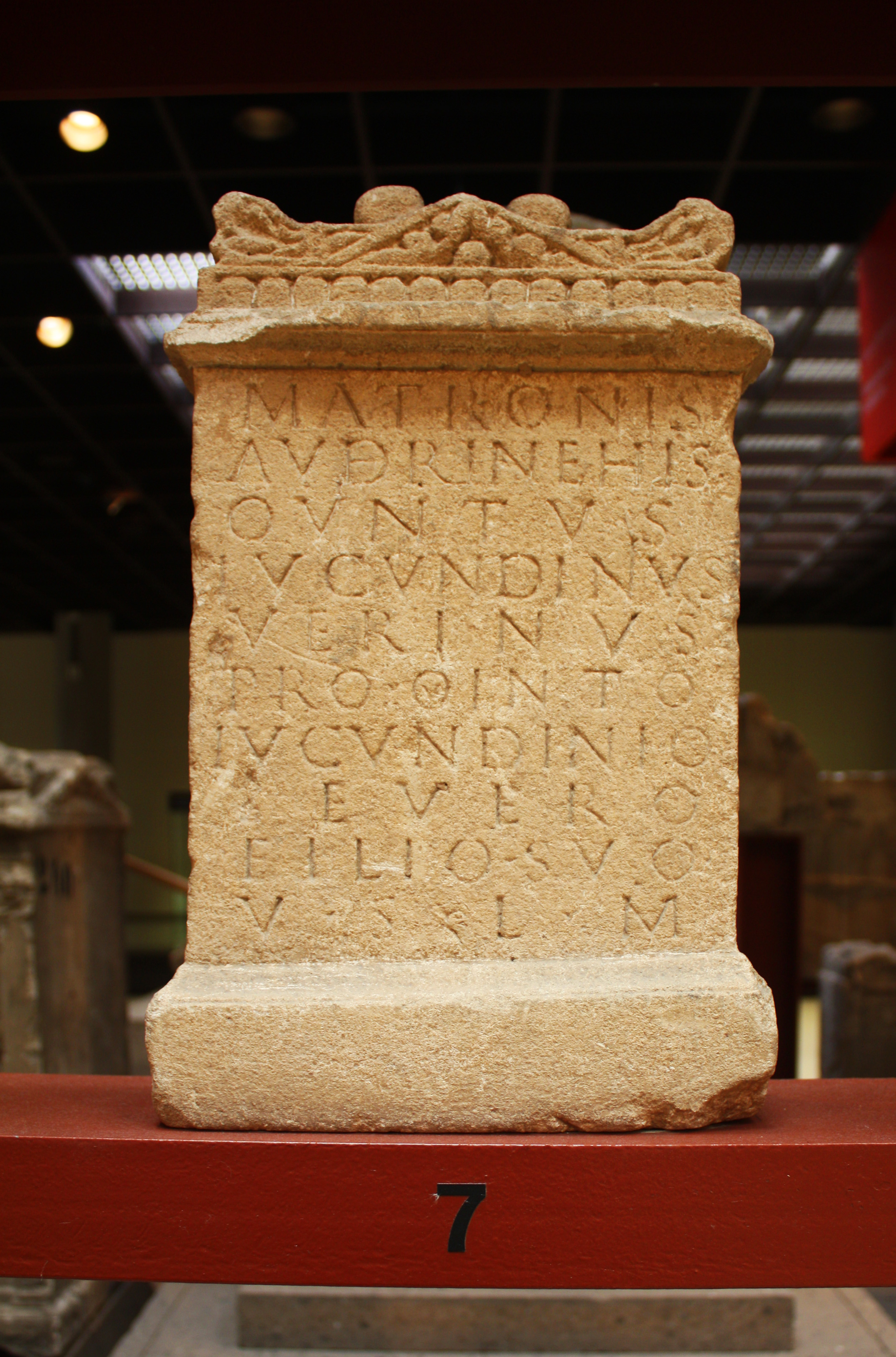
Matronenstein aus Hürth-Hermülheim, heute im Römisch-Germanischen Museum in Köln. Die Namen des Stifters Quintus Iucundinius Verinus für seinen Sohn Quintus Iucundinius sind als Pseudogentilizien gebildet.

Ein Pseudogentiliz ist eine provinzielle Bildung eines römischen Familiennamens, also eines Gentilnamens. Der Begriff selbst ist nicht antik, sondern modern. Pseudogentilizien werden von einem oft lateinischen Cognomen abgeleitet. Dieses wird dann mit einer anderen Endung, etwa auf -ius statt nur auf -us oder auf -inius statt nur auf -inus abgeschlossen (etwa Frontinius statt Frontinus, oder, vgl. Bild, Iucundinius statt Iucundinus). Zusammenstellungen dieser Namensbildung weisen eine gewisse Häufung in Niedergermanien nach. Sie findet sich aber auch in anderen Regionen, etwa auf der im London Borough of Southwark entdeckten Weihung des Tiberinius Celerianus.